# 長崎高等学校 (旧制)
| 長崎高等学校 | 長崎高等学校 |
| ------------ | ------------ |
| 創立         | 1947年       |
| 所在地       | 諫早市       |
| 初代校長     |              |
| 廃止         | 1950年       |
| 後身校       | 長崎大学     |
| 同窓会       |              |

旧制長崎高等学校 （きゅうせいながさきこうとうがっこう） は、長崎県諫早市永昌町に設立された官立の旧制高等学校。

## 概要
- 太平洋戦争最末期の1945年（昭和20年）8月9日、長崎市への原子爆弾投下によって壊滅的な損失を被り、1947年（昭和22年）3月に「B級」判定を受けて廃止された旧制長崎医科大学附属医学専門部の在校生を救済するために設置された、いわゆる「戦後特設高等学校」である（A級B級判定については、旧制医学専門学校を参照）。
- 修業年限3年の高等科（理科のみ）を設置した。
- 1949年（昭和24年）学制改革により新制長崎大学に包括された。

## 沿革
- 1940年（昭和15年）- 長崎医科大学に臨時附属医学専門部が併置。第二次世界大戦中に、医師不足対策の一環として、軍医速成を目的に設立された。
- 1944年（昭和19年）- 臨時附属医学専門部を附属医学専門部と改称。
- 1945年（昭和20年）
  - 8月9日 - 長崎への原爆投下で、教職員・学生などの大学関係者約900名が死亡。校舎が壊滅。
    - 附属医専のうち、仮卒業者や上級生の多くは軍医学校に赴いていたり、隊付見習医官として軍務に服していたりして長崎市を離れていたために難を逃れられたが、登校して授業を受けていた下級生から大量の犠牲者を出すこととなった。[1]

  - 8月15日 に終戦を迎え、以降外地から本土に引き揚げてきた学生の一部が附属医学専門部に編入。
- 1947年（昭和22年）
  - 3月 - 原爆による被害は甚大で十分な教育が施せず、大学の再建にも支障をきたすとして、附属医学専門部を廃止。在籍者に他の医専に転学することを求める。
  - 5月14日 - 長崎高等学校を設置[2]。
    - 諸事情で土地を離れることができず、転学が不可能な学生を救済するため、高等学校令によって高等学校を設置し、受け入れる措置がとられた。
    - 校舎 - 医科大学第二医院[3]（諫早市）

  - 6月 - 授業開始。開校にあたり、旧附属医専の新4年・新3年・新2年を、それぞれ高校の3年・2年・1年に移籍、新規の入学者と合流。
- 1949年（昭和24年）5月31日 - 新制の長崎大学設置により、他の旧制諸学校と共に同大学に包括。
- 1950年（昭和25年）
  - 3月2日 - 第3回卒業式を挙行。
  - 3月31日 - 長崎高等学校が廃止。この時点で残った在校生は、新制大学の教養部に編入するなどした。